# Myliobatis freminvillii
Myliobatis freminvillii е вид хрущялна риба от семейство Орлови скатове (Myliobatidae).

## Разпространение
Този вид е разпространен в Аржентина, Бразилия, Венецуела, Гвиана, САЩ (Алабама, Вирджиния, Делауеър, Джорджия, Кънектикът, Луизиана, Масачузетс, Мериленд, Мисисипи, Ню Джърси, Северна Каролина, Тексас, Флорида и Южна Каролина), Суринам, Уругвай и Френска Гвиана.